# Callistethus pterygophorus
Callistethus pterygophorus är en skalbaggsart som beskrevs av Ohaus 1903. Callistethus pterygophorus ingår i släktet Callistethus och familjen Rutelidae. Inga underarter finns listade.